# Kudica
Kudica je nenaseljeni otočić zapadno od Iža, u Iškom kanalu.
Njegova površina iznosi 0,038 km². Dužina obalne crte iznosi 0,71 km.